# Светловский сельсовет (Нижегородская область)
Светло́вский сельсовет — присоединенное в 2009 году к Хахальскому сельсовету сельское поселение в Семёновском районе Нижегородской области Российской Федерации.
Административный центр — село Светлое.

## Состав сельского поселения
| №  | Населённый пункт | Тип населённого пункта | Население |
| -- | ---------------- | ---------------------- | --------- |
| 1  | Большое Оленево  | деревня                | ↘15       |
| 2  | Зуево            | деревня                | ↘11       |
| 3  | Козлово          | деревня                | ↘13       |
| 4  | Лисино           | деревня                | ↘30       |
| 5  | Малое Оленево    | деревня                | ↘13       |
| 6  | Паромово         | деревня                | ↘37       |
| 7  | Светлое          | село                   | ↘161      |
| 8  | Святицы          | деревня                | ↘22       |
| 9  | Сутырь           | деревня                | ↘19       |
| 10 | Филиппово        | деревня                | ↘18       |
| 11 | Шадрино          | деревня                | ↘13       |

Исчезнувшие населенные пункты
| № | Населённый пункт |
| - | ---------------- |
| 1 | Шумлевой         |
| 2 | Тамбово          |
| 3 | Кордон Святицкий |